# Systellopini
Systellopini is een tribus uit de familie van bladsprietkevers (Scarabaeidae). 